# 天主教納米貝教區
天主教納米貝教區（拉丁語：Dioecesis Namibensis）是安哥拉一個羅馬天主教教區，屬盧班戈總教區。
教區成立於2009年3月21日，位於納米貝省。2012年有教友365,000人（佔轄區總人口30.5%）、五個堂區、十四名司鐸。現任教區主教為戴奧尼修斯·伊西萊納波。